# Franck Durix
Franck Durix (sinh ngày 20 tháng 10 năm 1965) là một cầu thủ bóng đá người Pháp.

## Sự nghiệp câu lạc bộ
Franck Durix đã từng chơi cho Nagoya Grampus Eight.

## Thống kê câu lạc bộ

### J.League
| Đội                  | Năm       | J.League | J.League | J.League Cup | J.League Cup | Tổng cộng | Tổng cộng |
| Đội                  | Năm       | Trận     | Bàn      | Trận         | Bàn          | Trận      | Bàn       |
| -------------------- | --------- | -------- | -------- | ------------ | ------------ | --------- | --------- |
| Nagoya Grampus Eight | 1995      | 48       | 10       | -            | -            | 48        | 10        |
| Nagoya Grampus Eight | 1996      | 24       | 6        | 10           | 0            | 34        | 6         |
| Tổng cộng            | Tổng cộng | 72       | 16       | 10           | 0            | 82        | 16        |